# Seaspray Beach Buggies
Seaspray Beach Buggies war ein britischer Hersteller von Automobilen.

## Unternehmensgeschichte
Das Unternehmen aus Iver Heath in der Grafschaft Buckinghamshire begann 1971 mit der Produktion von Automobilen und Kits. Der Markenname lautete Seaspray. Im gleichen Jahr endete die Produktion. Insgesamt entstanden etwa fünf Exemplare.

## Fahrzeuge
Das einzige Modell war ein VW-Buggy. Es ähnelte dem Modell von Manta. Die Basis bildete das Fahrgestell vom VW Käfer.